# Умиров, Сагат
Сага́т Уми́ров (каз. Сағат Умиров; 1918 год — 11 февраля 1986) — передовик производства, наладчик полиграфических машин типографии № 2, гор. Алма-Ата, Казахская ССР. Герой Социалистического Труда (1971).

## Биография
Родился в 1918 году в селе Чемолган Верненского уезда Семиреченской области Туркестанской АССР (ныне – село Жибек Жолы Карасайского района Алматинской области Казахстана).
В 12 лет остался круглым сиротой. В 1930–1932 годах воспитывался в детском доме.
После окончания школы ФЗО работал в типографии в Алма-Ате.
В 1938 году был призван на срочную службу в Красную Армию в ВМФ. Участвовал в обороне Ленинграда во время Великой Отечественной войны.
После демобилизации в 1948 году работал наладчиком полиграфических машин в типографии № 2 в Алма-Ате. Ежегодно выполнял производственный план. Воспитал десятки учеников. Был удостоен званий «Мастер — золотые руки» и «Ударник коммунистического труда».
Достиг выдающихся трудовых показателей. Досрочно выполнил личные социалистические обязательства и плановые задания Восьмой пятилетки (1966—1970). 23 июня 1971 года Указом Президиума Верховного Совета СССР удостоен звания Героя Социалистического Труда «за выдающиеся успехи, достигнутые в выполнении заданий пятилетнего плана по развитию полиграфической промышленности» с вручением ордена Ленина и золотой медали Серп и Молот.
Позднее трудился на книжной фабрике полиграфического предприятия «Китап» и мастером производственного обучения ПТУ № 28 в Алма-Ате.
С 1978 года – персональный пенсионер союзного значения. Жил в Алма-Ате.
Умер 11 февраля 1986 года, похоронен в Алма-Ате.
Награды
- Герой Социалистического Труда
- Орден Ленина
- Орден «Знак Почёта»
- Орден Отечественной войны I степени
- Медаль «За оборону Ленинграда»